# Jean-Louis Lepouzé
Jean-Louis Lepouzé, né le 20 janvier 1821 à Cintray (Eure) et mort le 16 février 1882 à Évreux (Eure), est un homme politique français.

## Biographie
Avoué à Évreux sous le Second Empire, il est maire de la ville en 1870 et conseiller général du canton de Saint-André en 1871. Après un échec en 1871, il est élu représentant de l'Eure lors d'une élection partielle en 1872 et siège à gauche. Battu aux sénatoriales de janvier 1876, il est élu député de l'Eure en février 1876, et fut l'un des 363 qui refusent la confiance au gouvernement de Broglie le 16 mai 1877. Il est réélu en 1877 puis en 1881 face à Joseph Ambroise Bully. En 1882, il est élu sénateur, mais son élection est invalidée. Il meurt juste après.
Il a sa sépulture au cimetière Saint-Louis d'Évreux.

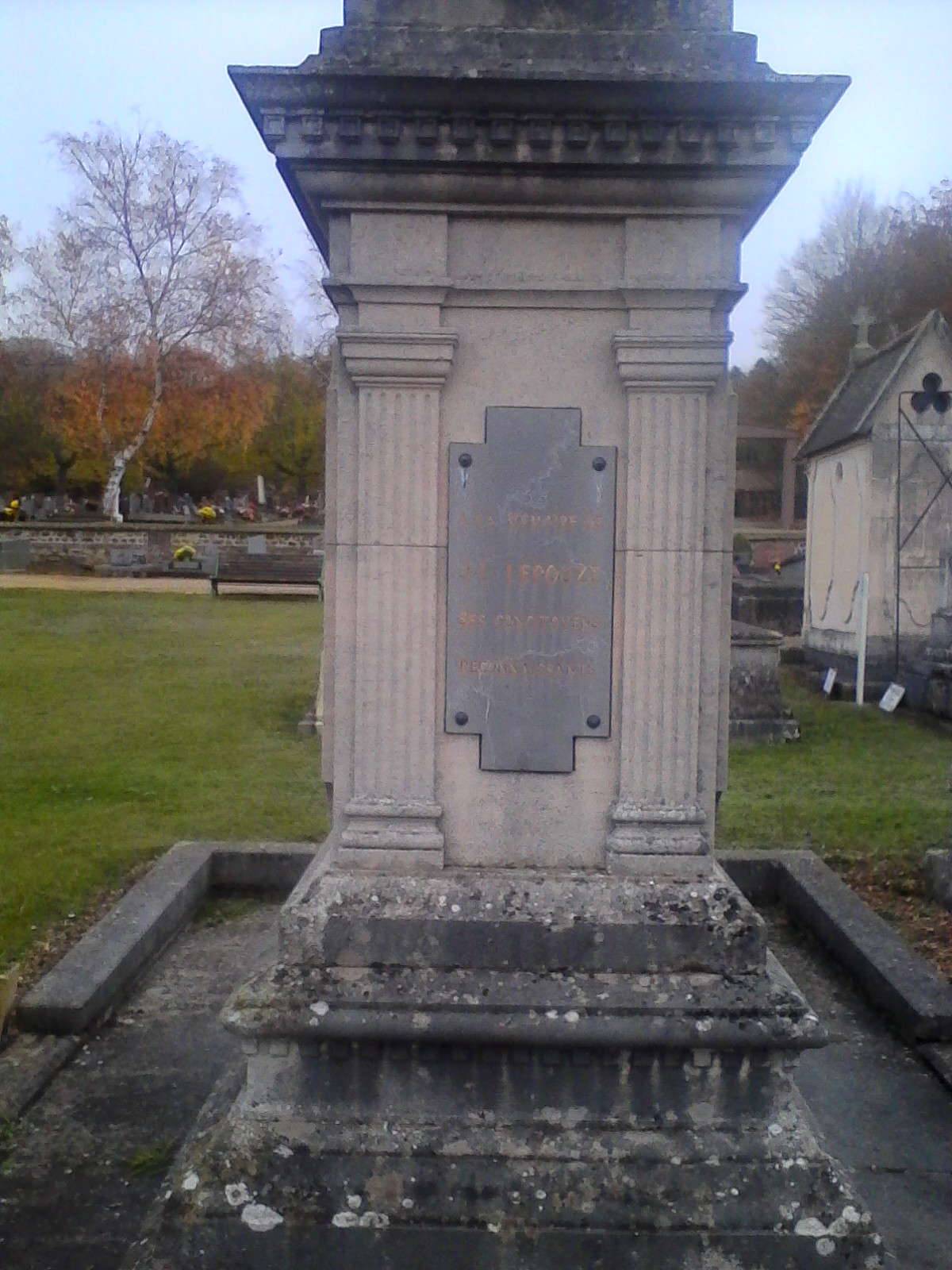
Socle du monument funéraire Lepouzé.

## Sources
- « Jean-Louis Lepouzé », dans Adolphe Robert et Gaston Cougny, Dictionnaire des parlementaires français, Edgar Bourloton, 1889-1891 [détail de l’édition]